# Bad Education
Bad Education é um filme americano de 2019, dirigido por Cory Finley, com roteiro de Mike Makowsky baseado no artigo da revista New York "The Bad Superintendent" de Robert Kolker .  É estrelado por Hugh Jackman, Allison Janney, Geraldine Viswanathan, Alex Wolff, Rafael Casal, Stephen Spinella, Annaleigh Ashford e Ray Romano . 
Sua estreia mundial ocorreu em 9 de setembro de 2019, no Festival Internacional de Cinema de Toronto, no qual recebeu criticas positivas, elogiando o roteiro de Makowsky e especialmente as performances de Jackman e Janney. Foi lançado, nos Estados Unidos, no dia 25 de abril de 2020 pela HBO Films .

## Enredo
Baseado em uma história real, o filme conta sobre a maior fraude envolvendo escolas públicas na história americana.
Frank Tassone é um superintendente creditado pelo sucesso da unidade escolar "Roslyn High School". Ele é querido no ambiente, e se esforça para levá-la ao topo. A assistente da superintendência, Pamela Gluckin, é culpada de apropriar-se do dinheiro destinado ao orçamento da escola para uso próprio em suas despesas familiares. Frank faz seu melhor para tentar desviar a atenção do assunto e não colocar em risco a reputação do colégio.
Rachel Bhargava é uma jornalista escolar que faz pesquisas no orçamento da escola. Ela descobre rastros da fraude, que a levam direto a Frank. Ele descobre sobre sua investigação e tenta impedi-la de divulgar a história, porém após ser inspirada por seu pai, Rachel convence o líder do jornal da escola a ajudá-la a publicar o escândalo. A culpa de Frank logo é descoberta e ele é preso, junto com Pamela, a sobrinha e o marido dela. Também é revelado que Frank estava tendo um caso pelas costas de seu marido, Thomas Tuggiero.
Frank Tassone foi considerado culpado por fraude e sentenciado a 4-12 anos de prisão. Pamela Gluckin também foi considerada culpada. Ela apresenta evidências e testemunhas para livrar sua família do problema. Contudo, é condenada a 3-9 anos de prisão. Um total de $11 milhões foi roubado do orçamento escolar.

## Elenco
- Hugh Jackman como Dr. Francis A. "Frank" Tassone
- Allison Janney como Pamela "Pam" Gluckin
- Ray Romano como Big Bob Spicer
- Geraldine Viswanathan como Rachel Bhargava
- Alex Wolff como Nick Fleischman
- Kayli Carter como Amber McCarden
- Rafael Casal como Kyle Contreras
- Stephen Spinella como Thomas "Tom" Tuggiero
- Annaleigh Ashford como Jenny Aquila
- Hari Dhillon como David Bhergava, pai de Rachel
- Jimmy Tatro como James D. McCarden, filho de Pam
- Pat Healy como Promotor
- Jeremy Shamos como Phill Metzger
- Kathrine Narducci como Sharon Katz
- Welker White como Mary Ann
- Stephanie Kurtzuba como Carol Schweitzer
- Calvin Coakley como Chad Schweitzer
- Peter Appel como Eddie
- Ray Abruzzo como Howard Gluckin
- Catherine Curtin como Judy Shapiro
- Victor Verhaeghe como Bressler
- Larry Romano como Primo Larry

## Produção
Em março de 2018, Hugh Jackman estava em negociações para estrelar o filme, com Cory Finley dirigindo. O roteiro foi escrito por Mike Makowsky, que em 2004 foi aluno em no distrito escolar de Roslyn quando o superintendente Frank Tassone, foi preso por crimes financeiros. Makowsky, Fred Berger, Brian Kavanaugh-Jones, Julia Lebedev, Edward Vaisman e Oren Moverman trabalharam como produtores do filme, como parte das produtoras Automatik e Sight Unseen, respectivamente. Em junho de 2018 Allison Janney se juntou ao elenco do filme. Em julho de 2018, Geraldine Viswanathan e Ray Romano se juntaram ao elenco do filme. Em outubro de 2018, Alex Wolff, Rafael Casal, Stephen Spinella, Annaleigh Ashford, Hari Dhillon, Jimmy Tatro, Jeremy Shamos, Kathrine Narducci, Welker White, Stephanie Kurtzuba, Peter Appel, Ray Abruzzo, Catherine Curtin e Kayli Carter se juntaram ao elenco do filme.
As filmagens tiveram início em outubro de 2018.
Michael Abels compôs a trilha sonora do filme.

## Lançamento
Teve sua estreia mundial no Festival Internacional de Cinema de Toronto em 8 de setembro de 2019
Pouco depois, a HBO Films adquiriu os direitos de distribuição do filme por $17.5 milhões.Foi lançado na televisão em 25 de abril de 2020.

## Recepção
No portal agregador de críticas Rotten Tomatoes, o filme obteve a taxa de aprovação de 94% baseado em 79 revisões, e uma média de 7.55/10. De acordo com o consenso crítico do site: "Ancorado por um excepcional Hugh Jackman, Bad Education encontra risos absurdos – e uma válida mensagem – no período após um escândalo da vida real." No Metacritic, que atribui uma classificação normalizada às revisões, o filme tem uma pontuação de 79 de 100, baseado em 24 críticos, indicando "geralmente críticas favoráveis".

## Ligações  Externas
- Bad Education. no IMDb.